# Клімен (батько Еврідіки)
Кліме́н (дав.-гр. Κλύμενος; ім'я означає «знаменитий») — персонаж давньогрецької міфології, батько Еврідіки, тесть Нестора, дід Трасімеда. 
За іншою версією Нестор одружився з Анаксібією, з якою народив 2 дочок і 7 синів, серед яких був й Трасімед. 